# 태 (괘)
태(兌, dui)는 팔괘의 하나이다. 점괘의 형태는 이며, 첫효·제2효가 양, 제3효가 음으로 구성된다. 또는 육십사괘의 하나이며, 태위택. 태하·태상으로 구성된다. 단전에 의하면 태라는 괘명은 기쁨이라는 의미로 여겨진다.

## 괘상
설괘전에 의하면 태괘는 늪·소녀·기쁨·양·입·서쪽 등을 상징한다. 방위로서는 서쪽(지지에서는 유)을 나타낸다.
납갑에서는 정, 오행의 불, 오방의 남쪽이 맞혔다.

## 선천도
복희선천 팔괘에서의 순서는 2이며, 방위는 사우괘의 하나로 남동에 배치된다. 음양소식은 2양으로 햇빛이 극히 만건괘의 일보직전이다.

## 고사성어
象曰麗澤兌君子以朋友講習 (상전) - 줄지어 있는 늪이 서로 서로 적시듯이 군자도 친구와 논의를 주고 받으면서 배워, 서로를 서로 높인다.